# Jaroslavas Jakšto
Jaroslavas Jakšto (Vilnius, 1980. augusztus 7. –) litván amatőr ökölvívó.

## Amatőr eredményei
- 2004-ben bronzérmes az Európa-bajnokságon, az elődöntőben az orosz Alekszandr Povetkintől szenvedett vereséget.
- 2004-ben az olimpián a negyeddöntőig jutott, ahol a későbbi döntős egyiptomi Mohammed Alitól szenvedett vereséget.
- 2005-ben és 2007-ben a világbajnokságokon nem szerzett érmet, mindkétszer az ukrán Vjacseszlav Hlazkov ejtette ki.
- 2008-ban az olimpián a negyeddöntőig jutott, ahol a későbbi bronzérmes brit David Price-tól szenvedett vereséget.